# Dr. Feelgood World Tour '89–'90
El Dr. Feelgood World Tour. fue una gira de conciertos por la banda estadounidense de hard rock Mötley Crüe que se desarrolló entre 1989 y 1990. La gira fue todo un éxito masivo.

## Conciertos

### Primera Etapa
5 de octubre de 1989: Whisky A Go Go - Los Ángeles, CA

14 de octubre de 1989: Grugahalle - Essen

15 de octubre de 1989: Festhalle - Fráncfort del Meno

16 de octubre de 1989: Rudi-Sedlmayer-Halle - Múnich

18 de octubre de 1989: Palatrussardi - Milán

20 de octubre de 1989: Carl-Diem-Halle - Wurzburgo

22 de octubre de 1989: K.B. Hallen - Copenhague

24 de octubre de 1989: Jaahalli - Helsinki

26 de octubre de 1989: Skedsmohallen - Oslo

27 de octubre de 1989: Scandinavium - Gotemburgo

28 de octubre de 1989: Isstadion - Estocolmo

29 de octubre de 1989: K.B. Hallen - Copenhague

30 de octubre de 1989: Le Zenith - París

1 de noviembre de 1989: Wembley Arena - Londres

2 de noviembre de 1989: Wembley Arena - Londres

3 de noviembre de 1989: International Arena - Birmingham

4 de noviembre de 1989: International Arena - Birmingham

6 de noviembre de 1989: Playhouse Theatre - Edimburgo

### Segunda Etapa
16 de noviembre de 1989: Tucson Convention Center - Tucson, Arizona

17 de noviembre de 1989: Arizona Veterans Memorial Coliseum - Phoenix, Arizona

19 de noviembre de 1989: McNichols Arena - Denver, Colorado

21 de noviembre de 1989: Kemper Arena - Kansas City, Misuri

22 de noviembre de 1989: Hilton Coliseum - Ames, Iowa

23 de noviembre de 1989: St. Louis Arena - San Luis, Misuri

24 de noviembre de 1989: St. Louis Arena - San Luis, Misuri

26 de noviembre de 1989: Riverfront Coliseum - Cincinnati, Ohio

28 de noviembre de 1989: Rosemont Horizon - Chicago, Illinois

29 de noviembre de 1989: Bradley Center - Milwaukee, Wisconsin

1 de diciembre de 1989: Joe Louis Arena - Detroit, Míchigan

2 de diciembre de 1989: Market Square Arena - Indianápolis, Indiana

3 de diciembre de 1989: Richfield Coliseum - Cleveland, Ohio

5 de diciembre de 1989: Capital Centre - Landover, Maryland

6 de diciembre de 1989: Hampton Coliseum - Hampton, Virginia

8 de diciembre de 1989: Hartford Civic Center - Hartford, Connecticut

10 de diciembre de 1989: Meadowlands Arena - East Rutherford, Nueva Jersey

11 de diciembre de 1989: Nassau Coliseum - Uniondale, Nueva York

12 de diciembre de 1989: The Spectrum - Filadelfia, Pensilvania

14 de diciembre de 1989: Cumberland County Civic Center - Portland, Maine

15 de diciembre de 1989: The Centrum - Worcester, Massachusetts

16 de diciembre de 1989: The Centrum - Worcester, Massachusetts

18 de diciembre de 1989: Rochester Community War Memorial - Rochester, Nueva York

19 de diciembre de 1989: War Memorial Auditorium - Búfalo, Nueva York

20 de diciembre de 1989: Civic Arena - Pittsburgh, Pensilvania

3 de enero de 1990: The Myriad - Oklahoma City, Oklahoma

5 de enero de 1990: Convention Center - San Antonio, Texas

6 de enero de 1990: Hirsch Memorial Coliseum - Shreveport, Luisiana

7 de enero de 1990: Reunion Arena - Dallas, Texas

11 de enero de 1990: Expo Square Pavilion - Tulsa, Oklahoma

13 de enero de 1990: Frank Erwin Center - Austin, Texas

14 de enero de 1990: The Summit - Houston, Texas

16 de enero de 1990: Lakefront Arena - Nueva Orleans, Luisiana

18 de enero de 1990: Mississippi Coliseum - Jackson, Misisipi

20 de enero de 1990: Amway Arena - Orlando, Florida 

21 de enero de 1990: Miami Arena - Miami, Florida

22 de enero de 1990: Bayfront Arena - San Petersburgo, Florida

24 de enero de 1990: Birmingham-Jefferson Civic Center - Birmingham, Alabama

25 de enero de 1990: The Omni - Atlanta, Georgia

27 de enero de 1990: Mid-South Coliseum - Memphis, Tennessee

28 de enero de 1990: Roberts Municipal Stadium - Evansville, Indiana

29 de enero de 1990: Murphy Center - Murfreesboro, Tennessee

31 de enero de 1990: UTC Arena - Chattanooga, Tennessee

2 de febrero de 1990: Carolina Coliseum - Columbia, Carolina del Sur

3 de febrero de 1990: Dean E. Smith Center - Chapel Hill, Carolina del Norte

4 de febrero de 1990: Charlotte Coliseum - Charlotte, Carolina del Norte

6 de febrero de 1990: Barton Coliseum - Little Rock, Arkansas

9 de febrero de 1990: Thomas and Mack Center - Las Vegas, Nevada

11 de febrero de 1990: San Diego Sports Arena - San Diego, California

12 de febrero de 1990: Inglewood Forum - Los Ángeles, California

13 de febrero de 1990: Inglewood Forum - Los Ángeles, California

15 de febrero de 1990: Long Beach Arena - Los Ángeles, California

16 de febrero de 1990: Oakland-Alameda County Coliseum - Oakland, California

17 de febrero de 1990: Oakland-Alameda County Coliseum - Oakland, California

19 de febrero de 1990: Arco Arena - Sacramento, California

20 de febrero de 1990: Selland Arena - Fresno, California

22 de febrero de 1990: Salt Palace - Salt Lake City, Utah

24 de febrero de 1990: Seattle Center Coliseum - Seattle, Washington

2 de marzo de 1990: Bramlage Coliseum - Manhattan, Kansas

3 de marzo de 1990: Hearnes Center - Columbia, Misuri

4 de marzo de 1990: Omaha Civic Auditorium - Omaha, Nebraska

6 de marzo de 1990: Met Center - Mineápolis, Minnesota

7 de marzo de 1990: Brown County Veterans Memorial Arena - Green Bay, Wisconsin

8 de marzo de 1990: Met Center - Mineápolis, Minnesota

10 de marzo de 1990: Duluth Entertainment Center - Duluth, Minnesota

12 de marzo de 1990: Hulman Center - Terre Haute, Indiana

14 de marzo de 1990: Redbird Arena - Normal, Illinois

16 de marzo de 1990: Wendler Arena - Saginaw, Míchigan

17 de marzo de 1990: The Palace of Auburn Hills - Auburn Hills, Míchigan

18 de marzo de 1990: Rupp Arena - Lexington, Kentucky

21 de marzo de 1990: Allen County War Memorial Coliseum - Fort Wayne, Indiana

23 de marzo de 1990: Freedom Hall - Johnson City, Tennessee

25 de marzo de 1990: Augusta-Richmond County Civic Center - Augusta, Georgia

28 de marzo de 1990: Albany Civic Center - Albany, Georgia

30 de marzo de 1990: Asheville Civic Center - Asheville, Carolina del Norte

1 de abril de 1990: Charleston Civic Center - Charleston, Virginia Occidental

3 de abril de 1990: Kemper Arena - Kansas City, Misuri

6 de abril de 1990: The Spectrum - Filadelfia, Pensilvania

7 de abril de 1990: New Haven Coliseum - New Haven, Connecticut

10 de abril de 1990: Broome County Veterans Memorial Arena - Binghamton, Nueva York

11 de abril de 1990: Knickerbocker Arena - Albany, Nueva York

13 de abril de 1990: Providence Civic Center - Providence, Rhode Island

14 de abril de 1990: Providence Civic Center - Providence, Rhode Island

15 de abril de 1990: Meadowlands Arena - East Rutherford, Nueva Jersey

### Tercera Etapa
27 de abril de 1990: Melbourne Park - Melbourne

28 de abril de 1990: Melbourne Park - Melbourne

1 de mayo de 1990: Brisbane Entertainment Centre - Brisbane

3 de mayo de 1990: Sídney Entertainment Centre - Sídney

4 de mayo de 1990: Sídney Entertainment Centre - Sídney

8 de mayo de 1990: Osaka-jo Hall - Osaka

11 de mayo de 1990: Rainbow Hall - Nagoya

12 de mayo de 1990: Yokohama Arena - Yokohama

14 de mayo de 1990: Nihon Budokan - Tokio

15 de mayo de 1990: Nihon Budokan - Tokio

16 de mayo de 1990: Nihon Budokan - Tokio

### Cuarta Etapa
31 de mayo de 1990: Neil S. Blaisdell Center - Honolulu, HI

1 de junio de 1990: Neil S. Blaisdell Center - Honolulu, HI

5 de junio de 1990: BSU Pavilion - Boise, ID

6 de junio de 1990: Memorial Coliseum - Portland, OR

8 de junio de 1990: Tacoma Dome - Tacoma, WA

9 de junio de 1990: Pacific Coliseum - Vancouver, BC

11 de junio de 1990: Olympic Saddledome - Calgary, AB

12 de junio de 1990: Northlands Coliseum - Edmonton, AB

13 de junio de 1990: Saskatchewan Place - Saskatoon, SK

15 de junio de 1990: Winnipeg Arena - Winnipeg, MB

18 de junio de 1990: Sky Dome - Toronto, ON

19 de junio de 1990: Ottawa Civic Centre - Ottawa, ON

20 de junio de 1990: Montreal Forum - Montreal, QC

22 de junio de 1990: Colisee de Quebec - Quebec City, QC

24 de junio de 1990: Seashore Performing Arts Center - Old Orchard Beach, ME

26 de junio de 1990: The Ritz - New York City, NY

27 de junio de 1990: Capital Centre - Landover, MD

28 de junio de 1990: Weedsport Racetrack - Weedsport, NY

30 de junio de 1990: Lake Compounce - Bristol, CT

1 de julio de 1990: Orange County Fair - Middletown, NY

3 de julio de 1990: Star Lake Amphitheatre - Burgettstown, PA

4 de julio de 1990: Buckeye Lake Music Center - Hebron, OH

5 de julio de 1990: Richfield Coliseum - Cleveland, OH

7 de julio de 1990: Alpine Valley Music Theatre - East Troy, WI

8 de julio de 1990: Alpine Valley Music Theatre - East Troy, WI

13 de julio de 1990: Five Seasons Center - Cedar Rapids, IA

14 de julio de 1990: Deer Creek Music Center - Indianapolis, IN 

15 de julio de 1990: Val-Du-Lakes Amphitheater - Mears, MI

17 de julio de 1990: Freedom Hall - Louisville, KY

18 de julio de 1990: Nashville Municipal Auditorium - Nashville, TN

21 de julio de 1990: State Fair Grandstand - Oklahoma City, OK

22 de julio de 1990: Sandstone Amphitheatre - Bonner Springs, KS

24 de julio de 1990: Omaha Civic Auditorium - Omaha, NE

25 de julio de 1990: Kansas Coliseum - Wichita, KS

27 de julio de 1990: Mississippi Coast Coliseum - Biloxi, MS

28 de julio de 1990: Riverside Centroplex - Baton Rouge, LA

29 de julio de 1990: Monroe Civic Center - Monroe, LA

30 de julio de 1990: Reunion Arena - Dallas, TX

31 de julio de 1990: Reunion Arena - Dallas, TX

3 de agosto de 1990: Tingley Coliseum - Albuquerque, NM

5 de agosto de 1990: Compton Terrace Amphitheatre - Chandler, AZ

6 de agosto de 1990: Universal Amphitheater - Los Ángeles, CA

## Lista de canciones
1. Kickstart My Heart
2. Red Hot
3. Rattlesnake Shake
4. Too Young to Fall in Love
5. Shout at the Devil
6. Live Wire
7. Same Ol' Situation (S.O.S.)
8. Slice Of Your Pie
9. Mick Mars solo
10. Tommy Lee solo
11. Looks That Kill
12. Smokin' in the Boys Room
13. Wild Side
14. Girls, Girls, Girls
15. Home Sweet Home
16. Dr. Feelgood
17. Jailhouse Rock

- En los conciertos fuera de los EE. UU., "Don't Go Away Mad (Just Go Away)" y "Time For Change" se añadieron, alternando la base de las noches.
- En Albuquerque, NM "Don't Go Away Mad (Just Go Away)" y "Time For Change", fueron realizados como parte del encore.